# Xavier Mbuyamba
Xavier Mbuyamba, né le 31 décembre 2001 à Maastricht aux Pays-Bas, est un footballeur néerlandais qui évolue au poste de défenseur central au FC Volendam.

## Biographie

### En club
Né à Maastricht aux Pays-Bas, Xavier Mbuyamba est formé par le club local du MVV Maastricht. Le 26 août 2019, Mbuyamba rejoint l'Espagne afin de s'engager en faveur du FC Barcelone. Il doit dans un premier temps intégrer l'équipe des moins de 19 ans du club.
Le 20 août 2020, Mbuyamba rejoint l'Angleterre en s'engageant en faveur du Chelsea FC. Il signe un contrat courant jusqu'en juin 2023.
Le 1er septembre 2022, Xavier Mbuyamba fait son retour aux Pays-Bas afin de s'engager avec le FC Volendam, tout juste promu en première division. Il signe un contrat de trois ans, soit jusqu'en juin 2025, avec une année supplémentaire en option.
Il son premier match sous ses nouvelles couleurs lors d'une rencontre d'Eredivisie, l'élite du football néerlandais, le 9 septembre 2022 face au Go Ahead Eagles. Il est titularisé et son équipe s'incline par trois buts à deux.
Le 13 mai 2023, Mbuyamba se fait remarquer en réalisant le premier doublé de sa carrière, lors d'une rencontre de championnat face au Sparta Rotterdam. Titulaire, il marque à deux reprises de la tête sur corner, et donne la victoire à son équipe (2-1 score final),.

### En sélection
Xavier Mbuyamba compte une sélection avec l'équipe des Pays-Bas des moins de 19 ans, obtenue le 19 novembre 2019 contre le Mexique. Il est titularisé et les deux équipes se neutralisent (3-3 score final).